# UTC−8
| Süd-Sommer-/Nord-NormalzeitSeegebiet | Nord-Sommer-/Süd-NormalzeitStandardzeit ganzjährig |

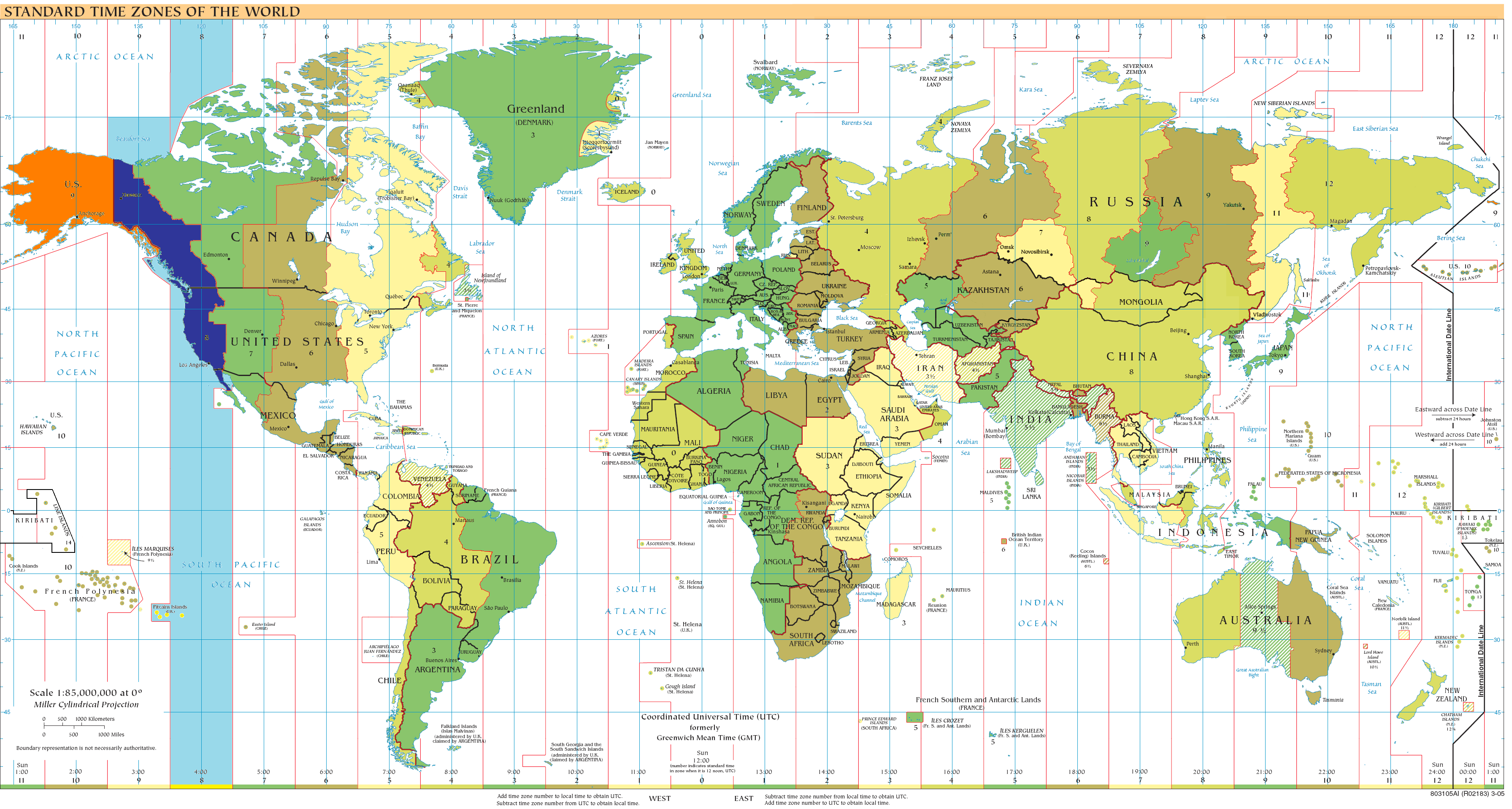
UTC−8:

UTC−8 ist eine Zonenzeit, sie hat den Längenhalbkreis 120° West als Bezugsmeridian. Auf Uhren mit dieser Zonenzeit ist es acht Stunden früher als die koordinierte Weltzeit (UTC), neun Stunden früher als die mitteleuropäische Zeit (MEZ) und zehn Stunden früher als die mitteleuropäische Sommerzeit (MESZ).
Am Meridian 120° W (−120°) wird der tägliche Sonnenhöchststand erst acht Stunden später (8 · −15° = −120°) erreicht als am Nullmeridian.

## Geltungsbereich (ohne Sommerzeiten)
- Frankreich
  -  Clipperton-Insel
- Kanada
  -  British Columbia (Großteil)
  -  Nordwest-Territorien (Tungsten)

- Mexiko
  -  Baja California
- Vereinigte Staaten
  -  Idaho (teilweise)
  -  Kalifornien
  -  Nevada (außer West Wendover)
  -  Oregon (außer Teilen des Malheur County)
  -  Washington
- Vereinigtes Königreich
  -  Pitcairninseln